# Irosław Szymański
Irosław Szymański (ur. w 1946, zm. 16 kwietnia 2023) – polski lekarz oraz satyryk.

## Życiorys
Absolwent Akademii Medycznej w Lublinie. Od 1964 współtworzył zespół bigbitowy „Szkielety", z którym związany był przez pięć lat jako autor tekstów. Następnie, w 1972 założył Studenckie Bractwo Satyryczne „Loża 44”, w składzie którego znaleźli się m.in. Grzegorz Michalec, Maciej Wijatkowski, Krzysztof Bilkiewicz, a w kolejnych latach również Jerzy Rogalski i Mirosław Melaniuk. Był autorem większości tekstów kabaretu, który występował w radiu i telewizji, m.in. w cyklu programów "Spotkanie z Balladą". Po ogłoszeniu stanu wojennego i usunięciu zespołu z pomieszczeń Akademii był związany z lubelskim Teatrem im. Juliusza Osterwy, gdzie powstawały kolejne programy kabaretu. W 1984 wystawiono tam spektakl Szymańskiego "Próba adaptacji" (reż. Roman Kruczkowski). Ostatni program „Loży 44" jego autorstwa  - "Kolędnik polski" - miał premierę w 2009.
Jako lekarz specjalizował się w ginekologii, pełniąc m.in. funkcję ordynatora oddziału ginekologicznego Okręgowego Szpitala Kolejowego w Lublinie.

## Publikacje
- Tak to widzę (1987, Krajowa Agencja Wydawnicza)
- Notatki z marszu (1990, Krajowa Agencja Wydawnicza)